# Amboy (Indiana)
Amboy és una població dels Estats Units a l'estat d'Indiana. Segons el cens del 2006 tenia 349 habitants.

## Demografia
Segons el cens del 2000, Amboy tenia 360 habitants, 147 habitatges, i 113 famílies. La densitat de població era de 397,1 habitants per km².
Dels 147 habitatges en un 27,2% hi vivien nens de menys de 18 anys, en un 70,7% hi vivien parelles casades, en un 4,8% dones solteres, i en un 23,1% no eren unitats familiars. En el 20,4% dels habitatges hi vivien persones soles el 10,9% de les quals corresponia a persones de 65 anys o més que vivien soles. El nombre mitjà de persones vivint en cada habitatge era de 2,45 i el nombre mitjà de persones que vivien en cada família era de 2,81.
Per edats la població es repartia de la següent manera: un 21,9% tenia menys de 18 anys, un 5,3% entre 18 i 24, un 26,9% entre 25 i 44, un 25,8% de 45 a 60 i un 20% 65 anys o més.
L'edat mediana era de 42 anys. Per cada 100 dones de 18 o més anys hi havia 87,3 homes.
La renda mediana per habitatge era de 41.397 $ i la renda mediana per família de 45.000 $. Els homes tenien una renda mediana de 40.500 $ mentre que les dones 21.094 $. La renda per capita de la població era de 19.503 $. Entorn del 4,2% de les famílies i el 7,1% de la població estaven per davall del llindar de pobresa.

## Poblacions més properes
El següent diagrama mostra les poblacions més properes.